# Браун, Калани
Калани Браун (англ. Kalani Brown; родилась 21 марта 1997 года в Слайделле, штат Луизиана, США) — американская профессиональная баскетболистка, которая выступает в женской национальной баскетбольной ассоциации за клуб «Финикс Меркури». Была выбрана на драфте ВНБА 2019 года в первом раунде под общим седьмым номером клубом «Лос-Анджелес Спаркс». Играет на позиции центровой.

## Ранние годы
Калани Браун родилась 21 марта 1997 года в городе Слайделл, штат Луизиана, в семье Пи Джея, бывшего игрока НБА, и Деджуны Браун, у неё есть брат, Джавани, и две сестры, Бриана и Уитни, а училась там же в средней школе Салмен, в которой выступала за местную баскетбольную команду.